# Amor & Cia
Amor & Cia é um filme brasileiro de 1998, do gênero comédia dramática, dirigido por Helvécio Ratton, com roteiro baseado na obra Alves & Cia., de Eça de Queiroz. Foi produzido pela produtora independente Quimera Filmes. Segundo a pesquisadora da Universidade de São Paulo Fátima Bueno, Alves & Cia. é um manuscrito encontrado pelos filhos de Eça de Queiroz e publicado em 1925. Não se sabe, no entanto, o porquê de o autor não tê-lo publicado ainda em vida

## Sinopse
Em São João del-Rei - MG, no final do século XIX, vive Alves (Marco Nanini), um próspero negociante. Um dia ele vai para casa mais cedo para comemorar com Ludovina (Patrícia Pillar) os quatro anos de casados, mas a encontra com Machado (Alexandre Borges), seu sócio, em atitude suspeita. Apesar de aparentemente nada de mais grave ter acontecido, Alves expulsa a mulher de casa no mesmo dia, e pensa em desafiar seu sócio e ex-amigo para um duelo, no qual apenas uma arma estaria carregada e a distância seria de dois passos. Entretanto, os acontecimentos tomam um rumo inesperado.

## Elenco

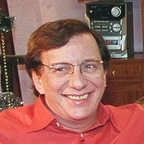
Marco Nanini é o negociante Alves

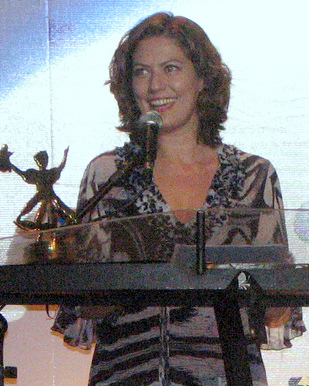
Patrícia Pillar é Ludovina

- Marco Nanini.... Alves
- Patrícia Pillar.... Ludovina
- Alexandre Borges.... Machado
- Rogério Cardoso.... Neto
- Cláudio Mamberti.... Carvalho
- Ary França.... Medeiros
- Maria Sílvia.... Margarida
- Nélson Dantas.... Asprígio
- Rui Resende.... Alves
- Sônia Siqueira ....Joana
- Carlos Gregório.... Nunes

## Trilha sonora
Carlos Gomes e Bittencourt Sampaio fizeram a letra de Quem Sabe, música interpretada por Ludovina (Patrícia Pillar) e Alves (Marco Nanini) no filme. A melodia da canção foi composta por Tavinho Moura, a produção musical foi de João Mário e a execução foi realizada pela orquestra Amor e Cia sob a regência do maestro Geraldo Vianna.

## Principais prêmios e indicações
- Três prêmios no Festival de Brasília, nas categorias: Melhor Filme, Melhor Atriz (Patrícia Pillar) e Melhor Desenho de Produção.
- Dois prêmios no Festival de Cinema Brasileiro de Miami, nas categorias de Melhor Ator (Marco Nanini) e Melhor Trilha Sonora.
- Prêmio de Melhor Filme Latino-americano, no Festival de Cinema de Mar del Plata.
- Duas indicações ao Grande Prêmio Cinema Brasil, nas categorias de Melhor Filme e Melhor Ator (Marco Nanini).